# 曹鳴遠
曹鳴遠（？—17世紀），字文季，号篁峙，徽州府婺源縣人，明朝、南明政治人物。

## 生平
崇禎十五年（1643年），曹鳴遠舉應天鄉試，次年（1644年）聯捷進士，授江西臨川縣知縣。方上任，甲申變作，大盜劉明八乘機連同黃峒、長豐盜賊作亂，推行保甲都綱法，設定方略擒殺盜賊首領平亂。其時福建流寇攻陷光澤、逼近建昌，益王朱慈𤆃告急，副將郭雲鳳支援後嫌棄賞賜微薄兵變，沿途劫殺進攻，撫州連日無法突圍；他監督人民堅守，並向知府請求單人前往郭營，開解對方而解圍。
臨川是福建浙江要衝，人民苦於供應馬役，曹鳴遠條議官養法改善民弊；隆武年間升為職方主事、兵科給事中。其後他和汪志稷在樂平起兵，被清朝將領抓獲後獲釋，在廣信山中得南明朝廷擢任僉都御史，不久改號寄菴，出家為僧，時人將他比為陶淵明。

## 家族
曾祖曹玒。祖父曹廷啓。父曹孜學。

## 引用
1. 1 2  錢海岳《南明史·卷四十六·列傳第二十二》：鳴遠，字文季，婺源人。崇禎十六年進士。授臨川知縣，行保甲都綱法。平劉明八亂。副總兵郭雲鳳兵譁，單騎撫定之。
2. ↑  道光《婺源縣志·卷五·選舉上》：崇正【禎】十五年壬午應天鄉試……曹鳴遠 見進士
3. ↑  《崇禎十六年癸未科進士三代履歷》：曹鳴遠，篁峙，書二房，丁巳年七月初九日生。婺源人，壬午八十名，會試一百四十八名，三甲五十三名。通政司觀政，本年授临川知县。
4. ↑  光緒《婺源縣志·卷四十一·人物志》：曹鳴遠 字文季，號篁峙，篁嶺人，崇禎癸未進士。授撫州臨川知縣，甫蒞任遭甲申之變，大盜劉明八乘機將糾黃峒、長豐諸賊為亂，鳴遠行保甲都綱法，并設方略擒斬其渠魁，賊遂平。會閩寇破光澤逼建昌，益王告急，副將郭雲鳳來援賞薄譁去，沿途劫殺進圍，撫州連日不解；鳴遠督民堅守，攻益急。鳴遠請於郡守，曰：「城且陷矣，力不能戰，盍以誠感。」乃單車開南門竟赴郭營，甲士盡出露刃注矢鏃相向。鳴遠笑曰：「令孤而來，爾軍殺之易易爾，不煩怒也」直登堂握副將手頌破賊功，因謝失地主之誼，坦充開曉，郭意釋解圍去。
5. ↑  錢海岳《南明史·卷四十六·列傳第二十二》：（隆武二年，汪志稷）與曹鳴遠起兵樂平……馬政累民，條官差法。歷職方主事、兵科給事中。志稷死後被執免，保廣信山中，擢僉都御史，為僧。
6. ↑  光緒《婺源縣志·卷四十一·人物志》：臨川當閩越吳楚衝，苦於供應而以殷實主夫馬役；鳴遠悉其累民，為條議官養之法，驛害頓蘇，其他奸剔弊有德於臨川者甚眾，詳撫州名宦志中。已而天兵下南昌，鳴遠復潛遁入閩地，與汪志稷等募兵江西，崎嶇險阻破家危身，弗顧以後，為郡將所縶，義而釋之。遂改號寄菴，遁跡林泉。時或汎遊異地有所感，一以詩文見志，人擬之陶靖節云。